# Присъединяване на България към ЕС

### Важните дати по пътя на българската евроинтеграция
- 1990 г.
  - 22 декември – VII велико народно събрание приема, по предложение на Любомир Иванов, решение за желанието на Република България да стане пълноправен член на Европейските общности[1].
- 1993 г. – ЕС приема Копенхагенските критерии, които страните кандидатки трябва да изпълнят
- 1995 г.
  - 14 декември – XXXVII народно събрание гласува решение Република България да подаде официално молба за пълноправно членство в Европейския съюз.
  - 15 – 16 декември – по време на третата среща на държавните и правителствени ръководители в рамките на Европейския съвет в Мадрид на Хавиер Солана е връчена молбата на Република България за членство в ЕС. Европейският съвет възлага на Европейската комисия да изготви становища върху молбите за членство на асоциираните страни.
- 1997 г.
  - 3 март – Европейската комисия отправя покана към България да актуализира подадената по въпросника информация.
  - 17 – 18 март – еврокомисарят Ханс Ван дер Брук пристига на официална визита в София. На нея са очертани основните мерки, които трябва да бъдат взети от българското правителство за подготовката на България за разширяването на ЕС.
  - 16 юли – излиза становището по молбата на България за членство в рамките на План 2000. Становището оценява Република България като страна кандидатка, която не е достатъчно готова да започне преговори за присъединяване.
  - 12 – 13 декември – Европейският съвет в Люксембург взема решение да започне преговори за присъединяване с Унгария, Полша, Естония, Чехия, Словения и Кипър. Заедно с това решава подготовката за преговори с България, Латвия, Литва, Словакия и Румъния да се ускори.
- 1998 г.
  - 23 март – Министерският съвет на Република България приема Национална стратегия за присъединяване на Република България към ЕС.
  - 27 април – започва многостранният аналитичен преглед на законодателството на страната ни.
- 1999 г.
  - 10 март – Министерският съвет на Република България приема Постановление № 47, с което създава Съвет по европейска интеграция и тематични работни групи за координация на процеса на присъединяване на България към ЕС.
  - 13 октомври – Европейската комисия публикува втори редовен доклад за напредъка на страните кандидатки за членство.
  - 29 ноември – подписан е меморандум с ЕК по отношение срокове за извеждане от експлоатация на блокове в АЕЦ Козлодуй.
  - 10 декември – Европейският съвет взема решение в Хелзинки да открие преговори с България, Латвия, Литва, Словакия, Румъния и Малта.
- 2000 г.
  - 20 януари – правителството приема Постановление № 3, с което определя главен преговарящ, основен екип на преговорите и създава работни групи по преговорните глави.
  - 15 февруари – провежда се първото заседание на Междуправителствената конференция за присъединяването на България. Това е официалното откриване на преговорите.
  - 28 март – започва първото работно заседание по преговорите на ниво заместници. България представя преговорни позиции по 8 глави. Отворени са главите „Обща външна политика и политика на сигурност“, „Външни отношения“, „Култура и аудиовизуална политика“, „Образование и професионално обучение“, „Наука и изследвания“, „Малки и средни предприятия“.
  - 14 юни – предварително са затворени 4 преговорни глави – „Малки и средни предприятия“, „Наука и изследвания“, „Образование и професионално обучение“ и „Обща външна политика и политика на сигурност“.
  - 2 август – България представя позиция по глава „Свободно движение на капитали“.
  - 24 октомври – България представя единна преговорна позиция. Отворени са 3 нови глави за преговори – „Защита на потребителите и тяхното здраве“, „Телекомуникации и информационни технологии“, „Статистика“.
  - 16 ноември – България представя 4 преговорни позиции. Отворени са за преговори 2 нови глави – „Свободно движение на капитали“, „Дружествено право“.
  - 20 ноември – предварително са затворени следните преговорни глави: „Култура и аудиовизия“, „Външни отношения“, „Статистика“ и „Защита на потребителя“.
  - 1 декември – Съветът на министрите по правосъдие и вътрешни работи на ЕС взема решение за изваждане на България от негативния визов списък „Шенген“.
- 2001 г.
  - 30 март – открити са 3 нови глави за преговори: „Свободно предоставяне на услуги“, „Политика на конкуренцията“, „Рибно стопанство“.
  - 11 юни – открити са 3 нови глави и е затворена предварително глава „Дружествено право“. Отворените глави са „Индустриална политика“, „Транспортна политика“, „Митнически съюз“.
  - 27 юни – България представя 3 преговорни позиции и отваря главите „Данъчна политика“, „Околна среда“, „Правосъдие и вътрешни работи“.
  - 27 юли – открити са 2 глави за преговори и предварително е закрита глава „Свободно движение на капитали“.
  - Септември – октомври – България представя 3 преговорни позиции.
  - 26 октомври – отворени са за преговори 2 глави – „Свободно движение на хора“ и „Социална политика и заетост“; предварително е закрита глава „Телекомуникации“.
  - 28 ноември – отворени са 4 нови глави за преговори и предварително е затворена глава „Свободно предоставяне на услуги“. Отворените глави са „Енергетика“, „Регионална политика и координация на структурните инструменти“, „Финансов контрол“ и „Финансови и бюджетни въпроси“.
  - 20 декември – открита и предварително е закрита глава „Индустриална политика“.
- 2002 г.
  - 21 март – открити са 2 нови преговорни глави – „Земеделие“, „Икономически и валутен съюз“.
  - 22 април – предварително са закрити преговорни глави „Икономически и валутен съюз“, „Социална политика“ и „Институции“.
  - 10 юни – предварително са закрити преговорни глави „Свободно движение на хора“, „Свободно движение на стоки“ и „Данъчна политика“.
  - 29 юли – предварително е закрита преговорна глава „Митнически съюз“.
  - 30 септември – предварително е закрита преговорна глава „Финансов контрол“.
  - 24 – 25 октомври – Европейският съвет в Брюксел взема решение Комисията и Съветът да подготвят „пакет“ за България и Румъния, който ще бъде представен за одобрение на Срещата на върха в Копенхаген през декември 2002 г. Този пакет ще съдържа като минимум подробна пътна карта за присъединяването на двете страни, както и увеличена предприсъединителна помощ.
  - 12 – 13 декември – на Срещата на върха в Копенхаген е връчена Пътна карта за присъединяване на България и Румъния.
- 2003 г.
  - 16 – 17 юни – министърът на външните работи Соломон Паси участва в заседание на Конференцията по присъединяването на България към ЕС на равнище министри. Като крайна дата за приключване на преговорите с ЕС е потвърдена 2004 г.
  - 30 юни – в Брюксел на заседание на Конференцията по преговорите на България с ЕС на равнище главни преговарящи е затворена Глава „Околна среда“. До края на преговорите остават още „финансовите глави“ – Глава 7 „Селско стопанство“, Глава 21 „Регионална политика“ и Глава 29 „Бюджет“.
  - 19 октомври – България затваря 26 от общо 30 глави. С това тя е затворила всички „технически глави“ в преговорите.
  - 29 октомври – на 18-ото заседание на Междуправителствената конференция по присъединяването на България към ЕС в Брюксел е взето решение за затваряне на Глава 24 от преговорите на България с Европейския съюз на тема „Правосъдие и вътрешни работи“.
  - 12 – 13 декември – на среща на Европейския съюз в Брюксел на лидерите на 25-те (15-те тогавашни и 10-те бъдещи членки на съюза) е решено България да бъде приета в Европейския съюз на 1 януари 2007 г. Европейският съвет подкрепя 2004 г. като година за приключване на преговорите с България и Румъния. Решено е всяка от страните да бъде оценявана по нейните показатели (не в пакет).
- 2004 г.
  - 14 януари – отворена е главата „Други“.
  - 4 юни – по време на преговорите за присъединяване към ЕС на равнище главни преговарящи България затворя главите „Земеделие“, „Регионална политика и координация на структурните инструменти“ и „Финансови и бюджетни въпроси“.
  - 15 юни – след като затворя последните 2 преговорни глави – „Конкуренция“ и „Други въпроси“, България приключва преговорите с Европейския съюз – 6 месеца по-рано от предвиденото. Българската делегация договаря година отсрочка за вноските на страната в европейския бюджет и увеличаване на вече одобрените следприсъединителни пакети.
  - 29 октомври – в Рим премиерът Симеон Сакскобургготски и външният министър Соломон Паси подписват от името на България заключителния протокол на Европейския съвет за приемането на Европейската конституция. България не може да подпише самата конституция преди приемането на страната в ЕС на 1 януари 2007 г.
- 2005 г.
  - 13 април – Европейският парламент гласува с мнозинство в подкрепа на подписването на Договора за присъединяване на България към ЕС на 1 януари 2007 г. Подписването е подкрепено с 522 гласа „за“, 70 гласа „против“ и 69 „въздържали се“.
  - 25 април – на тържествена церемония в Люксембург България и Румъния подписват договори за присъединяване към Европейския съюз от 1 януари 2007 г. От българска страна Договорът за присъединяване е подписан от президента Георги Първанов, министър-председателя Симеон Сакскобургготски, министъра на външните работи Соломон Паси и министърът по европейските въпроси Меглена Кунева.

- 2007 г.
  - 1 януари – България става член на Европейския съюз.
- 2014 г.
  - 1 януари – трудовият пазар на целия ЕС е отворен за български граждани без ограничения.

### Икономически влияния
Присъединяването към Европейския съюз отваря нови икономически възможности за България. Държавата придобива достъп до единния европейски пазар, което облекчи търговията и икономическото сътрудничество. България получава финансова помощ и структурни фондове от ЕС за подкрепа на икономическото си развитие и сближаване с останалата част на съюза.

### Приемане на достиженията на правото на общността
Като част от процеса на присъединяване, България приема правото на общността, който включва законите и регламентите на ЕС. Това изисква обширни законодателни и институционални промени.

### Политически развития
Присъединяването към ЕС предизвиква политически промени в България, насърчавайки демократичното управление и спазването на принципите на правовата държава. Политическата система и институциите на страната са реформирани, за да отговарят на стандартите на ЕС по отношение на прозрачност, отговорност и ефективност.

### Гражданство и свободно придвижване
Българските граждани придобиват правото да живеят и работят във всяка държава членка на ЕС. Подобно на това, гражданите на други държави членки на ЕС придобиват същите права в България. Принципът на свободно придвижване позволява лесен обмен на хора, което допринася за културното разнообразие и икономическата интеграция.

### Предизвикателства при интеграция
България се сблъсква с проблеми, свързани с корупцията, организираната престъпност и ефективността на съдебната система, което налага необходимостта от постоянни реформи дори след присъединяването към ЕС.

### Представителство в Европейския парламент
България получава право да изпраща членове на Европейския парламент (ЕП) за представяне на своите интереси в Европейския парламент.

### Шенгенско пространство
България прилага изцяло достиженията на правото от Шенген от 31 март 2024 г. На тази дата контролът по вътрешните въздушни и морски граници е премахнат. На 1 януари 2025 г. е премахнат и контролът по вътрешните сухопътни граници, с което приключва процесът по интеграция на България в Шенгенското пространство. 